# Cibeusi (Ciater)
Cibeusi is een bestuurslaag in het regentschap Subang van de provincie West-Java, Indonesië. Cibeusi telt 2706 inwoners (volkstelling 2010).